# Eric Johansson
Eric Johansson (født 28. juni 2000) er en svensk håndboldspiller for THW Kiel og Sveriges håndboldlandshold. Han har tidligere spillet for Elverum Håndball i Norge og Eskilstuna Guif i Sverige.
Han repræsenterede Sverige ved EM i håndbold 2022 og vandt guldmedalje.